# Enugu Rangers International Football Club
 (décembre 2023).
Si vous disposez d'ouvrages ou d'articles de référence ou si vous connaissez des sites web de qualité traitant du thème abordé ici, merci de compléter l'article en donnant les références utiles à sa vérifiabilité et en les liant à la section « Notes et références ».
Maillots
Actualités
Enugu Rangers International FC est un club nigérian de football fondé en 1970 et basé dans la ville d'Enugu.

## Histoire
Le club participe à dix reprises à la Ligue des champions africaine, en 1971, 1975, 1976, 1978, 1982, 1983, 1985, 2006, 2013 et enfin 2017. Il atteint la finale de cette compétition en 1975, en étant battu par le club guinéen d'Hafia FC.
Il participe également à cinq reprises à la Coupe de la confédération, en 2004, 2005, 2013, 2017 et 2018-2019.
Il dispute également à trois reprises la Coupe des coupes, en 1977, 1978 et 1984remportant cette compétition en 1977 - battant l'équipe camerounaise du Canon Yaoundé en finale.
Enfin, il prend part à la Coupe de la CAF en 1996 puis en 2003.

## Palmarès
| Compétitions nationales | Compétitions internationales |
| - Championnat du Nigeria (8) : - Champion : 1974, 1975, 1977, 1981, 1982, 1984, 2016, 2024 - Coupe du Nigeria (6) : - Vainqueur : 1974, 1975, 1976, 1981, 1983 et 2018 - Finaliste : 1978, 1987, 1990, 2000, 2004 et 2023 - Supercoupe du Nigeria : - Finaliste : 1984, 2004, 2017 et 2018 | - Coupe des clubs champions africains - Finaliste : 1975 - Coupe d'Afrique des vainqueurs de coupe (1) : - Vainqueur : 1977 - Coupe de la CAF : - Demi-Finaliste : 2003 - Coupe de l'UFOA : - Finaliste : 1979 |

## Anciens joueurs
- Jay-Jay Okocha
- John Utaka
- Onyekachi Apam
- Nduka Morisson Ozokwo